# Кулибанов, Вадим Сергеевич
Вадим Сергеевич Кулибанов (21 декабря 1932, Витебск — 20 февраля 1997, Санкт-Петербург) — российский ученый, профессор, доктор экономических наук, действительный член Академии инвестиций и экономики строительства Российской Федерации, член-корреспондент Петровской академии наук и искусства, член-корреспондент Санкт-Петербургской инженерной академии. Специалист в области экономики, организации и управления строительством, региональной экономики.

## Биография
Родился 21 декабря 1932 года в городе Витебск Белорусской ССР.
В 1957 году окончил Высшее инженерно-техническое Краснознаменное училище ВМФ в Ленинграде.
В период 1957—1972 годов занимал инженерные, руководящие и педагогические должности на предприятиях и в организациях Севастополя, Томска, Ленинграда (Санкт-Петербурга). Был депутатом Кировского районного Совета народных депутатов и Ленинского районного Совета народных депутатов Ленинграда.
В 1969—1972 годы находился на партийной работе, являлся секретарём парткома треста «Кировстрой» Главзапстроя Министерства строительства СССР.
В 1972—1974 годах преподавал в ЛИМТУ, был деканом факультета.
В 1974—1977 годах — заместитель заведующего отделом строительства Ленинградского Обкома КПСС.
В 1977—1992 годах — директор Северо-Западного филиала ЦЭНИИ при Госплане РСФСР, профессор кафедры экономики, организации и управления строительством Института им. Пальмиро Тольятти, член Республиканского научно-технического и социально-экономического прогнозирования Академии Наук СССР и Госплана РСФСР.
С 1982 по 1992 год — член Президиума Ленинградского областного Правления научно-экономического общества ЛОС НТО.
С 1988 по 1997 год — президент Императорского Вольного экономического общества Санкт-Петербурга и Ленобласти.
С 1992 по 1997 год — главный научный сотрудник Института социально-экономических проблем АН СССР (ИСЭП).

## Научная работа
В 1972 году защитил кандидатскую диссертацию, а в 1980 году — докторскую диссертацию по проблемам экономики строительства и совершенствованию его организации и управления. Ему были присвоены звания доцента и профессора по кафедре «Экономика, организация и управление строительством».
За годы научной деятельности профессором В. С. Кулибановым опубликовано более 180 работ. К числу наиболее существенных следует отнести монографии «Сетевые графики в управлении строительством», «Современные методы управления строительным производством», «Эффективность и надёжность управления в строительных организациях», «Капитальное строительство территориального комплекса: прогнозирование и территориальное планирование развития», «Основы прогнозирования комплексного развития региона», «Ленинград», «Территориальные аспекты управления строительством», «Проблемы развития народного хозяйства Северо-Запада СССР», «Территориально-отраслевые комплексные программы интенсификации производства», «Основные направления совершенствования управления строительством в девятой пятилетке». Кроме того, в различных издательствах было опубликовано свыше 60 брошюр, а также около 100 статей и методических рекомендаций.
Под его научным руководством более 40 человек подготовили и защитили кандидатские и докторские диссертации, осуществлён целый ряд разработок в области теории, методологии и методики долгосрочного прогнозирования и планирования комплексного экономического и социального развития регионов страны разного таксономического уровня, а также формирования региональных целевых комплексных программ. Эти научные разработки были положены в основу формирования прогнозов и программ социально-экономического и научно-технического характера как для Ленинграда и Ленинградской области, так и для целого ряда других областей и краев страны.

## Общественная деятельность
В. С. Кулибанов являлся членом ряда советов по присуждению учёных степеней, членом Президиума Центрального Правления Вольного экономического общества России и председателем его Ленинградского областного правления, Президентом Ленинградской ассоциации «Пелен», членом редсовета журнала «Экономика строительства».

## Награды и звания
В. С. Кулибанов был награждён несколькими орденами и медалями:
- Нагрудный знак «Отличник военного строительства» (1962)
- Медаль «За трудовую доблесть» (1971)
- Золотая медаль ВДНХ СССР «За достигнутые успехи в развитии народного хозяйства СССР» (1974, 1976)
- Орден «Знак Почёта» (1975)
- Нагрудный знак «Отличник народнохозяйственного планирования» (1985)

Юбилейные награды:
- медаль «За 10 лет безупречной службы в вооружённых силах СССР»
- медаль «В ознаменование сороковой годовщины в вооружённых силах СССР»
- медаль «В ознаменование 100-летия рождения В. И. Ленина».